# Erminio Suárez
Erminio Antonio Suárez Gauna (nascido em 27 de junho de 1969) é um ex-ciclista olímpico argentino. Suárez representou sua nação na corrida por pontos nos Jogos Olímpicos de Verão de 1992, em Barcelona.